# Ramsko jezero
Der Ramsko jezero ist ein Stausee des Flusses Rama im Norden des Kantons Herzegowina-Neretva in Bosnien und Herzegowina. Er befindet sich in der Verbandsgemeinde Prozor-Rama, nördlich des Gebirges Vran. Bei Vollstau hat der See eine Fläche von etwa 14,8 km², ist etwa 12 Kilometer lang und maximal 95 m tief. Der Wasserspiegel liegt dann auf etwa 590 Metern über dem Meeresspiegel. Das Einzugsgebiet des Sees an der oberen Rama umfasst etwa 550 km².
Der Rama-Stausee entstand 1968 mit dem Bau des 100 Meter hohen und 230 Meter langen Staudamms Rama. Im Zusammenhang mit der Entstehung des Stausees wurden insgesamt 2.939 Personen aus den Dörfern im Tal der oberen Rama umgesiedelt. Die Überreste einiger Orte – insbesondere alte Grabsteine und der Fuß des Minaretts der ehemaligen Moschee von Kopčići – können bei niedrigem Wasserstand besucht werden.
Auf der Halbinsel Šćit inmitten des Sees befindet sich das Franziskanerkloster Rama-Šćit.

## Galerie

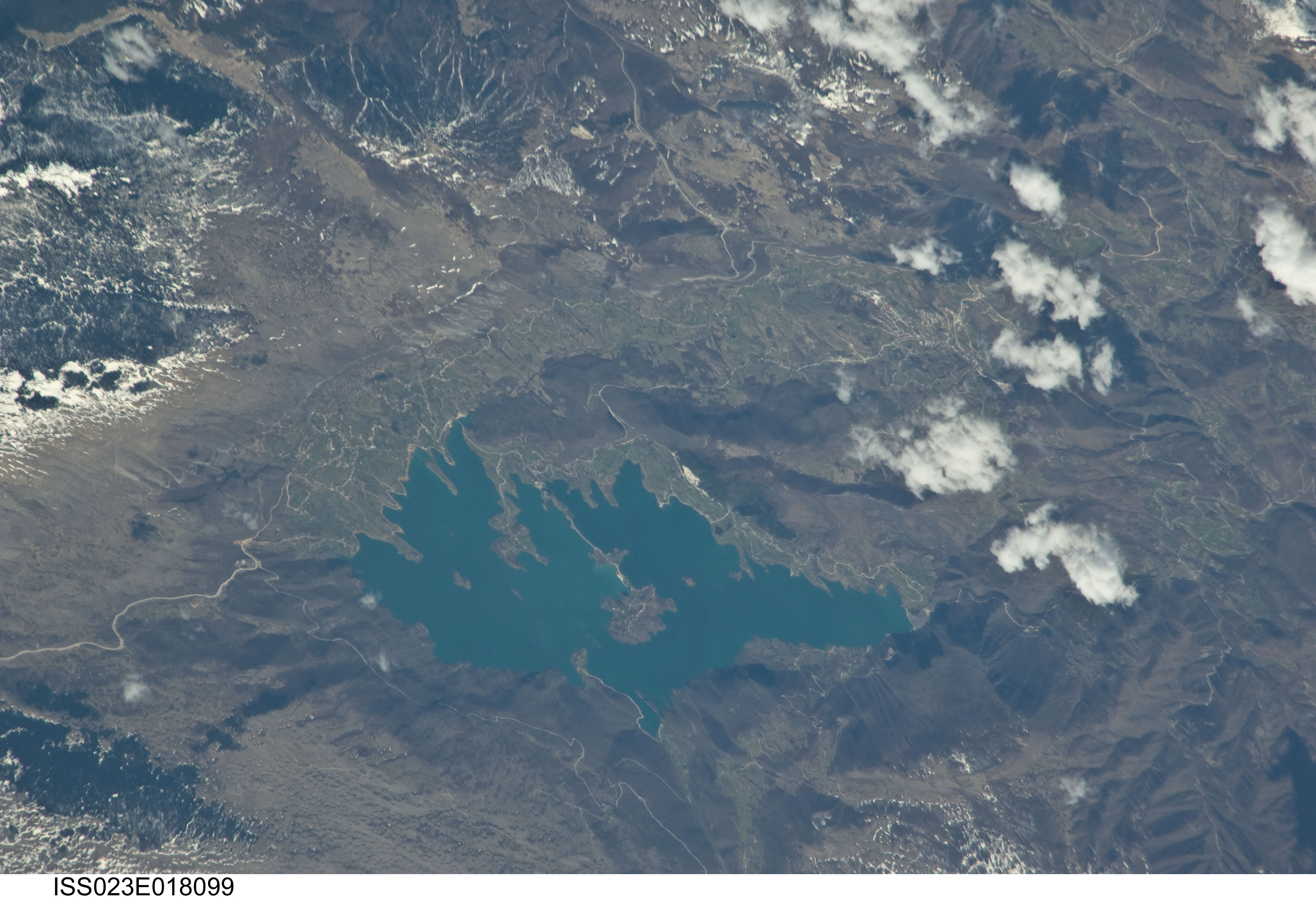
Satellitenbild des Sees
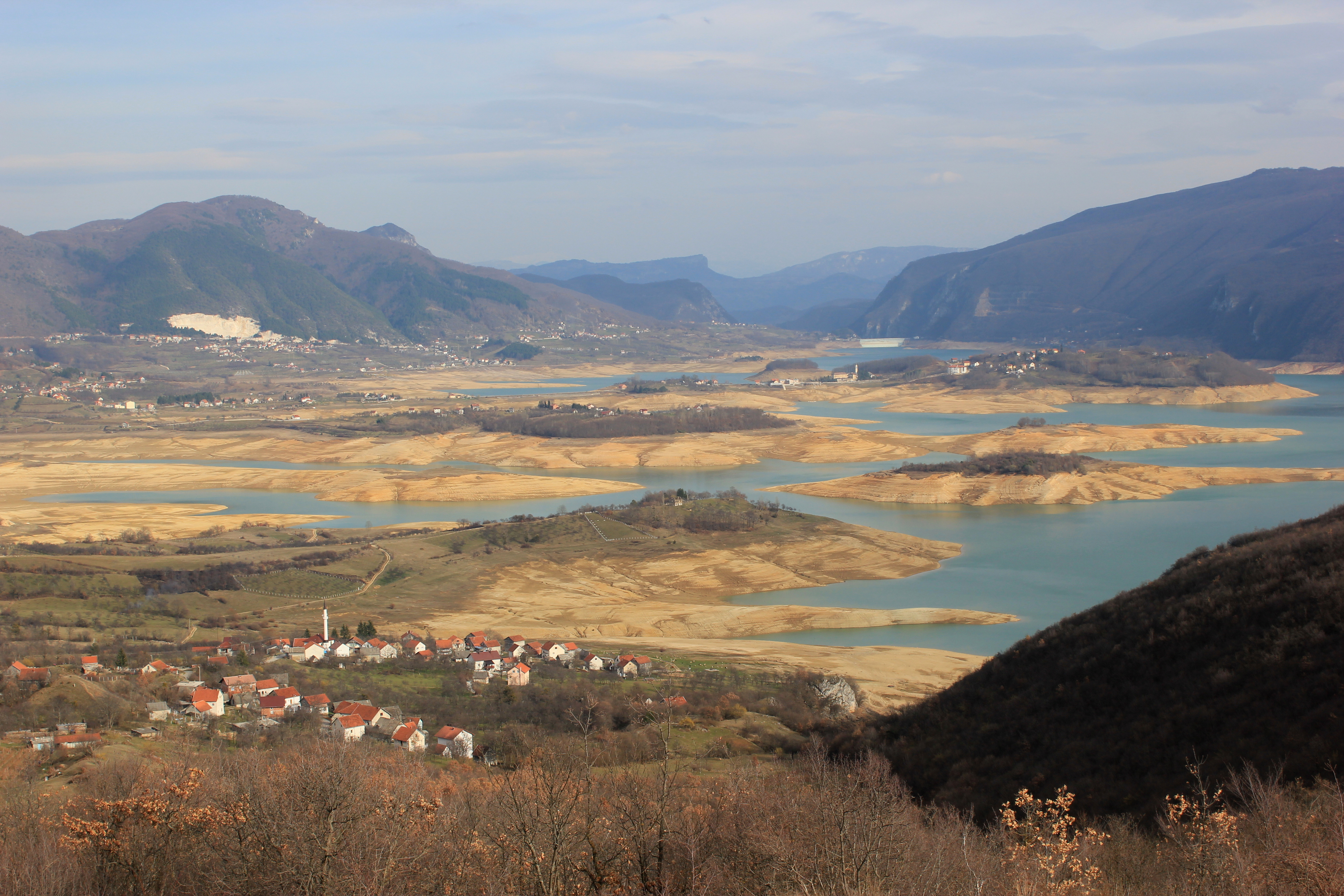
Blick über den See bei niedrigem Wasserstand
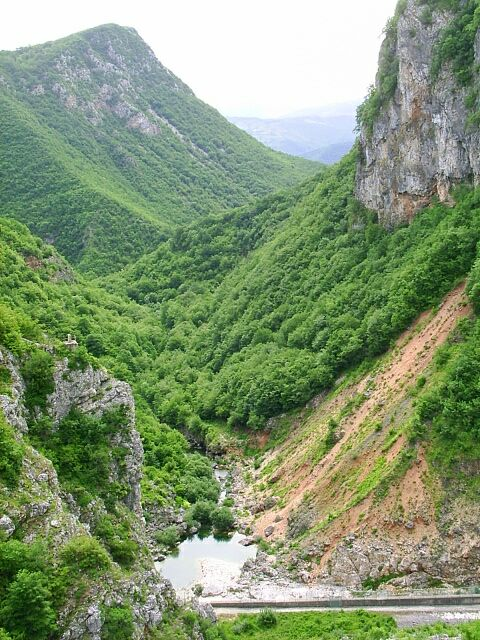
Schlucht der Rama unterhalb des Staudamms
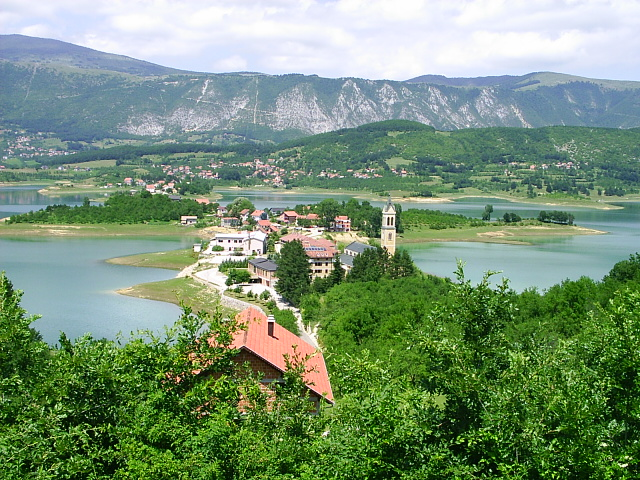
Halbinsel Šćit mit dem Kloster